# I. Erzsébet angol királynő
I. Erzsébet (angolul: Elizabeth I; Greenwich, Angol Királyság, 1533. szeptember 7. – Richmond, Angol Királyság, 1603. március 24.), Anglia és Írország királynője 1558-tól 1603-ban bekövetkezett haláláig. Mivel élete során sosem házasodott meg, a szűz királynő (angolul: the Virgin Queen) ragadványnévvel illetik. A Tudor-ház ötödik, egyben utolsó tagja az angol trónon. Az újkori Anglia egyik legnagyobb uralkodója, akinek regnálása alatt az országa tengeri és kereskedelmi nagyhatalommá vált.

## Származása
A Tudor-házból származott, szülei VIII. Henrik és Boleyn Anna voltak. Féltestvérei az apja előző, illetve következő házasságából: Mária (anyja Aragóniai Katalin), illetve Edward (anyja Jane Seymour).
Anyjának kivégzése után Erzsébetet törvénytelen származásúnak nyilvánították és kizárták a trónutódlásból.

## Gyermekkora
Jó gyermek volt Erzsébet, szófogadó, s amikor elérte a kétéves kort, tanácskozást tartottak fejlődéséről. Nagy figyelmet kapott, ami miatt nővére féltékeny is volt rá. Máriát (csakúgy, mint anyját) kezdték semmibe venni, és törvénytelen gyermeknek nyilvánították. A két testvért egymás mellé rendelték, de ez sem volt túlságosan ínyére a nővérnek. Hatfieldben Boleyn Anna nagybátyjára és nagynénjére bízták őket, habár Mária hevesen próbált tiltakozni ez ellen.[forrás?]
Erzsébetre és édesanyjára sokan ellenszenvvel tekintettek, hisz Henrik képes volt érvényteleníteni előző házasságát egy másik nő miatt, ami a bigott Angliában felháborodást keltett. A Boleyn család vallásos volt, de ez a vallás inkább reformer volt, mint hagyományos.[forrás?]

## Felnőtté válása
1548-ban Erzsébet hatfieldi birtokán saját háztartást alakított ki. Ez már azt jelentette, hogy készen áll az önállóságra. Edward és Mária között a viszony egyre feszültebbé vált, ő azonban mindkettőjükkel megőrizte a jó kapcsolatát. Kitűnően beszélte az olasz, francia s latin nyelvet, emellett görögül is tanult. Visszafogottan öltözködött, úgy is élte mindennapjait, s kedvelte az egyszerűséget. Szöges ellentéte volt Edwardnak. Mária háttérbe szorult, és talán épp ez volt az oka, amiért tiltakozott Edward uralkodása ellen. Erzsébet és nővére között versengés alakult ki, pompájukkal, díszes kíséretükkel próbálták egymást túlszárnyalni. Erzsébetnek jó kapcsolata volt fivérével, köztük nem alakult ki rivalizálás.
Mivel Edwardnak nem volt utódja, így Máriát illette a korona, de ez a protestantizmusra nézve veszedelmes következményekkel járt: valószínű volt, hogy Mária továbbra is megtartja katolikus vallását, és nem hajt fejet a fivére által megerősített reform előtt. Edward elítélte a női trónutódlást, ezért Erzsébetet is kizárta. Több oka is volt rá, többek között legkisebb testvérként mindig elnyomva érezhette magát két határozott nővére mellett, de leginkább protestáns nézetei befolyásolták, s teológiai alapon ellenezte a nők uralkodását. VIII. Henrik minden örököse nő volt, ami igencsak nagy nehézséget okozott Edwardnak, de meghozta döntését, miszerint Lady Jane Grey, VIII. Henrik nővérének, Máriának az unokája (Henry Grey, Suffolk hercegének lánya) és férfi leszármazottai örökölhetik a trónt, hisz Jane volt a legközelebbi trónörökös Mária és Erzsébet után. A parlament összeült. Vonakodva bár, de teljesítették parancsát. Erzsébetet és Máriát fattyúnak nyilvánította, és megparancsolta, hogy csak külföldön mehetnek férjhez.
Edward halála után Jane Greynek 9 napig sikerült megtartania a trónt. Mária katolikus híveivel Londonba vonult, s kegyetlenül elbánt ellenfeleivel, s ettől kezdve folyamatosan arra törekedett, hogy kisebbítse húga szerepét. Így akarta biztosítani saját hatalmát a trónon.
1554-ben kitört a Wyatt-felkelés, annak érdekében, hogy Mária elveszítse a trónt, és Erzsébet foglalja el helyét. A lázadók Erzsébetet Courtenay-hoz adták volna feleségül, de vereséget szenvedtek, Erzsébetet pedig Máriáék elfogatták, mert őt sejtették a felkelés mögött. Hiába írt levelet, amelyben minden vádat cáfolt, csak időt sikerült nyernie: Winchester és Sussex grófja elmentek érte, és átvitték a Towerbe.

## Rabsága a Towerben

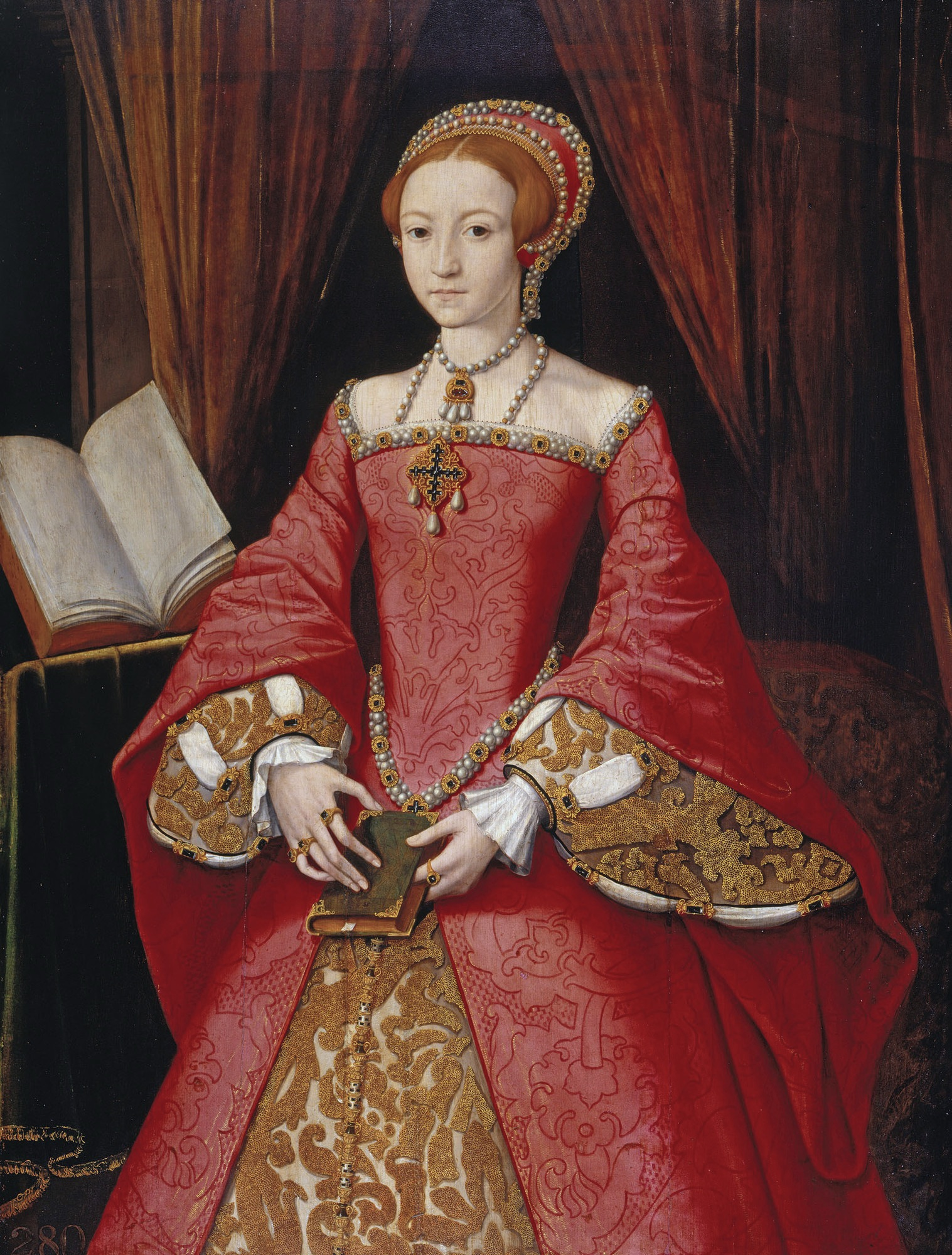
Tizenhárom évesen

A Tower délkeleti részében szállásolták el, egy királyi palotában. Édesanyja, Boleyn Anna is itt raboskodott, mielőtt tárgyalásra vitték, s lefejezték volna. Sussex állítólag megenyhült Erzsébet bezárása közben, s kérdőre vonta a többieket, hogy miképp járhatnak így el egy király leányával.
Mária tanácsnokai eközben azon mesterkedtek, hogy Erzsébetre egyértelműen rá tudják bizonyítani, hogy kapcsolata van a felkelőkkel. A gyenge és védtelen nő látszata ügyes trükknek bizonyult, habár cseppet sem volt az: a királyság második legnagyobb birtokosa volt, és kincstára tele volt pénzzel. Donningtoni birtokával próbálták kapcsolatba hozni az összeesküvést, de Erzsébet először azt mondta, hogy sosem járt még azon a birtokon, ám amikor szembesítették Crofttal, már nem bizonyult hitelesnek. Azt állította, hogy nem akar Donningtonba költözni, és nem is állt szándékában soha, ám Mária leveleiben mégis ilyesféle kérdéseket tett fel neki, mintha húga álláspontját figyelembe se venné. Erzsébet megadta magát, nem volt más választása.
Wyatt kivégzése komoly fenyegetést jelentett számára, ám Wyatt beszédében kijelentette, hogy sem Erzsébetnek, sem Courtenay-nak nincs köze a felkeléséhez. Lefejezése után tanácsnokok látogatták meg Erzsébetet a Towerben, és valószínűleg megpróbálták rávenni arra, hogy vallja be el nem követett bűneit. Sikertelen próbálkozás volt. Fogságának szigora rohamosan enyhülni kezdett. Délelőtt és délután sétálhatott a palota belső kertjében, és egyre kevesebb figyelem összpontosult rá.
A Tower új parancsnokot kapott, és katonákat is toboroztak. Erzsébetet elengedték, és házi őrizet alatt tartották Woodstockban.
A felkelők elleni kemény fellépése miatt az emberek egyre inkább kezdtek elfordulni Máriától, és Erzsébettel szimpatizáltak. Miközben Erzsébet a Towerből Woodstockba utazott, ajándékokkal és jókívánságokkal halmozták el.
Sir Henry Bedingfield volt a börtönőre, ám ez a feladat cseppet se volt könnyű: Bedingfield Mária leghívebb emberei közé tartozott, de iskolázottsága meglepően hiányos volt. Úgy kellett óvnia a királynő húgát, hogy a házi őrizet nagy szabadságot adjon neki, ráadásul Erzsébet nagyon okos nő volt. Csak azok az udvarhölgyek maradhattak mellette, akiket az uralkodó megbízhatóknak tartott.
Thomas Parryről tudták, hogy teljes mértékben Erzsébet híve. Ő volt a háztartása pénzügyi irányítója, és mivel Bedingfield nem tudta elvégezni munkáját, kénytelenek voltak továbbra is ott tartani. Parry körül feltűnően gyakran fordultak meg Erzsébet szolgálói, mert jó ürügyül szolgált, hogy a háztartás érdekében felkereshették a kincstárnokot. Felmerült a gyanú, hogy összeesküvés áll a dolgok hátterében, de a pénzügyi irányító minden nyomot eltüntetett, ami erre utalt volna. Gyorsan lépett, hogy érvényesítse Erzsébet jogait.
Erzsébet mindig is túl gyakorlatias és józan volt ahhoz, hogy részt vegyen az összeesküvésekben, vagy támogassa őket. Sosem bízott abban, hogy ezek valóban sikerülhetnek – noha azért tudni óhajtott róluk. Meg akart egyezni Máriával, s levelezni kezdtek. Határozottan kijelentette, hogy ártatlan, és félreértéseken alapulnak az ellene felhozott vádak. Továbbra is teljes erővel védte magát. Nővére levelében sajnálatát fejezte ki, amiért egyáltalán okot találtak a gyanakvásra, s hangsúlyozta nagylelkűségét, amiért vele nem úgy járt el, mint a többi felségárulóval. Ebben a hangvételben úgy tűnt, Mária mégsem gondolja meg magát, és továbbra is zavaró tényezőként tartja számon húgát. Az hiába bizonygatta ártatlanságát leveleiben.
A tanács megosztott volt. Erzsébetnek odaadóan kellett részt vennie a katolikus szertartásokon, s ezt minden akadékoskodás nélkül meg is tette. Egyetlen dolog azonban egyeseknek szemet szúrt: angol nyelvű bibliát kért, a litániát és az aprószentekhez szóló fohászkodást angolul tette. Mária megkérte, hogy latinul mondja ezeket az imákat, s húga engedelmeskedett.
Erzsébet kérvényezte, hadd költözzön közelebb Londonhoz, azonban ezt természetesen megtagadták tőle. A házi őrizet nem egészen egy évig tartott. Ezalatt gyorsan zajlottak az események, s ez az időszak volt talán Mária uralmának csúcspontja.
Mária házasságról szőtt álmai beteljesülni látszódtak. Erzsébet konkrétan nem tudhatott arról, hogy valóban lesz esküvő, hisz megtagadtak tőle minden információforrást, de valószínűleg Parry titkos közvetítőhálózata által sikerült mégis megtudnia. Nővére házassága azt jelentette, hogy elveszíti jogcímét a koronára, és a férje, Fülöp veszi át a hatalmat. Mária és Fülöp 1554. július 25-én megesküdtek a winchesteri székesegyházban, maga Gardiner püspök adta őket össze.
Erzsébetnek sikerült elérnie, hogy elhagyhassa az udvart, s elindult saját birtokai felé. Londonon át vezetett az útja, s az emberek annyira lelkesek voltak, hogy kíséretének néhány tagját megkérte, csendesítsék le őket. Élete ismét olyan volt, mint kislány korában. Nővére, házassága ellenére kezébe vette a kormányzást, és ő ismét zavaró tényezővé vált. Mária megnyitotta negyedik parlamentjét. Angliát sokan elhagyták az eretneküldözések és az összeesküvések miatt.
Újabb pártütésre készülődtek, Henry Dudley és Ashton vezetésével. Mária kormányzatát akarták megbuktatni ismét, Erzsébet és Courtenay trónra lépésével. Csupán hangnemében különbözött a felkelés a Wyatt-féle összeesküvéstől. Erzsébetről szabadabban beszéltek, és teljes mértékben őt használták fel a szervezkedéshez, tudta nélkül. Huszonkettedik életévében járt. Az ő egyénisége vált a felkelők legjobb toborzójává, habár a nyilvánosság előtt nem sokat beszéltek róla, és neve csak a trónutódlásra vonatkozó törvényben szerepelt nyilvánosan. Az összeesküvők sikeresen hozzájutottak a kincstárhoz, Dudley és Ashton elhajóztak Franciaországba, hogy embereket toborozzanak. Pole bíboros tudomást szerzett mindenről, mindazonáltal lassan tudták megakadályozni és összegyűjteni a felkelés tagjait, hisz a vezetők Franciaországban tartózkodtak. Erzsébet alattvalóit letartóztatták, és fegyveres őrséget állítottak háza köré. Legalább akkora veszélyben volt, mint a Wyatt-felkelések idején, de meg kellett őriznie higgadtságát. Londoni lakhelyén rábukkantak egy rejtekhelyre, ahol tiltott könyveket, röpiratokat, a királynő és a katolicizmus ellen szóló dokumentumokat találtak. Fülöptől függött minden. A vád teljes egészében készen állt Erzsébet ellen, berendelhették volna az udvarba, vagy a Towerbe, de akár Spanyolországba is száműzhették volna. Fülöp nagyon kedvelte őt, ezért úgy döntött, hogy arra kéri Máriát, ejtsen el minden vádat, és fejezzen be minden vizsgálatot ellene. Elengedték híveit is. Gyémántot küldtek neki a tiszta szándék szimbólumaként. A királynő teljes mértékben hallgatott férjére. Erzsébet nagyon hasonlított Henrikre. Henrik oroszlán volt; ő pedig az oroszlán lánya. Amint megérezték a gyengeséget, támadtak. Fülöp Erzsébet egyik legnagyobb támogatójaként lépett elő, s ez isteni ajándék volt. A királynő valódi érzései kiderültek tetteiből. Húga régi ellenségének fia kapott megbízást, hogy vezesse Erzsébet háztartását – hisz Fülöp erre nem adott ki különösebb parancsot. Sir Thomas Pope így őrizet alatt tartotta, persze finoman, jó látszatot keltve. (Bedingfieldnél biztosan jobban látta el feladatát). Kisebb lázadás történt, mert egy fiatal iskolamester grófnak adta ki magát, és Erzsébetet kiáltotta ki királynőnek, önmagát pedig királynak, de nyomban kivégezték. Mária levelet írt Pope-nak, hogy tájékoztassa, ha összeesküvést gyanít, és derítse ki, mi áll a mögött, hogy így meggyalázták nevét, de ennek a lázadásnak nem volt se ereje, se lendülete, és valószínűleg nem állt a hátterében összeesküvés. Októberben a királynő megszabadította húgát Pope felügyeletétől, és engedélyezte, hogy Londonba menjen a báli szezonra, s felajánlotta, hogy a karácsonyt az udvarban tölthesse. Erzsébet boldogan, s nagy pompával indult el, ám meghívását váratlanul visszavonták, így december 3-án hazatért Hatfieldbe. Büszke tartásával leplezte csalódottságát.

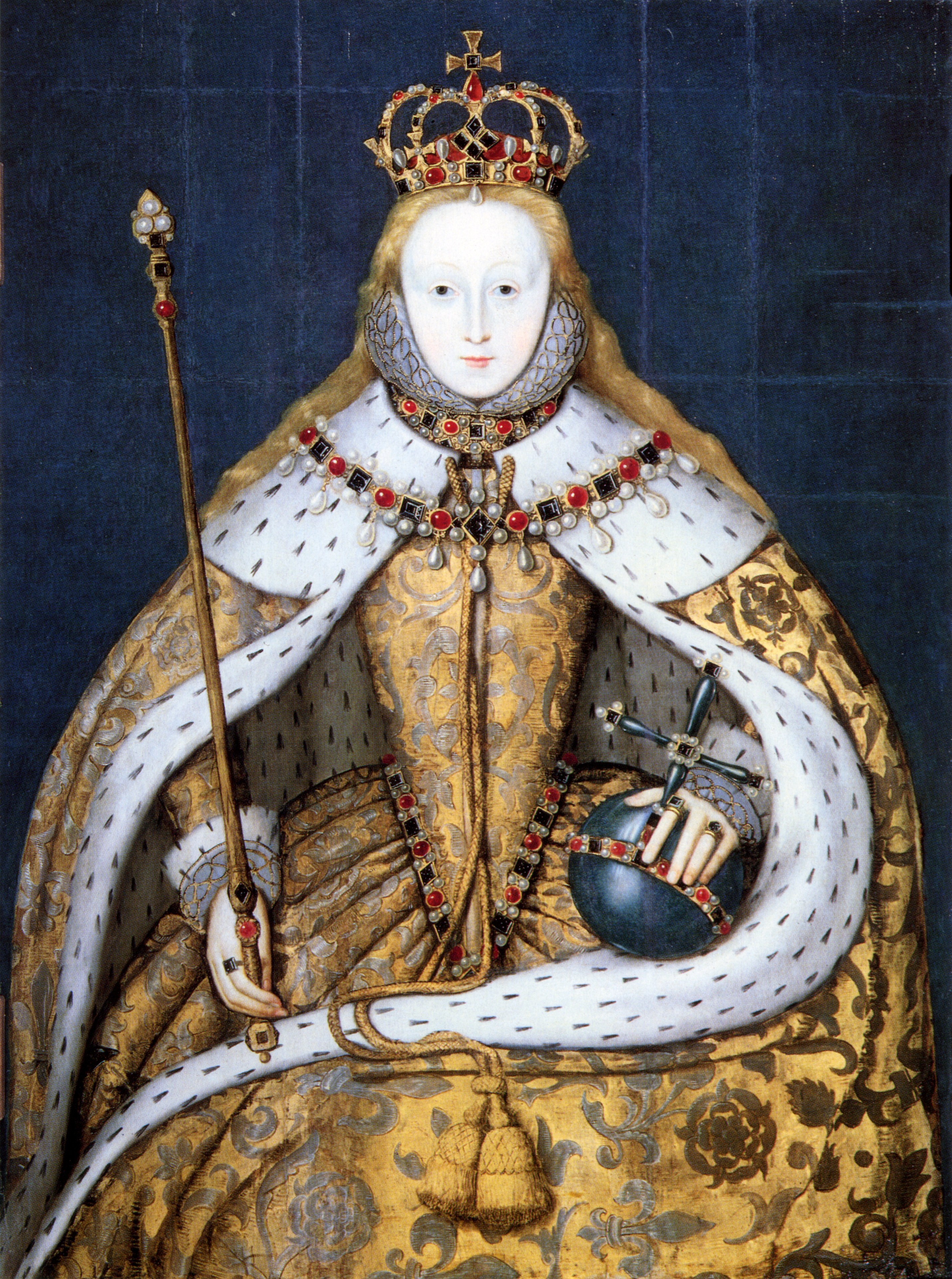
Koronázási díszben

## Feleségjelöltként
A Fülöp által kiszemelt vőlegény, Emánuel Filibert savoyai herceg volt, Piemont hercege, V. Károly unokaöccse, Fülöp unokafivére. Két spanyol király hadseregében harcolt sikeresen. 1555-ben Fülöp kinevezte őt Spanyol-Németalföld kormányzójává. A herceg jó kapcsolatot ápolt a Habsburgokkal, ezért kérte fel unokafivérét, Fülöpöt, hogy segítsen neki menyasszonyt találni. Erzsébet tűnt a legígéretesebb jelöltnek. Emánuel Filibert katolikus volt, a spanyolok híve, a Wyatt-felkelések idején semlegesíthette volna Erzsébetet, de akkor maga Károly akadályozta meg házasságukat. Piemont hercege Angliába utazott, hogy hivatalos kérőként jelenjen meg, de ekkor Erzsébet még woodstocki börtönében volt, és hevesen tiltakozott az ötlet ellen. Megfenyegették, hogy ha nem házasodnak össze, akár meg is halhat. Stuart Máriát, a skótok királynőjét nevezték volna ki hivatalos trónörökösnek. Erzsébet nehéz helyzetbe került. Ha a menekülés útját választotta volna, teljesen le kellett volna mondania arról, hogy később trónra kerüljön. Ki akarták csempészni külföldre, hogy ott majd akár akarja, akár nem, hozzáadják Emánuel Filiberthez, de a francia követ időben figyelmeztette Erzsébetet. 1556. december elején, szemtől szemben visszautasította a javasolt házasságot. Mária kivételesen egyetértett Erzsébettel, habár eleinte teljesen máshogy vélekedett, végül sikerült megegyezniük. Teljes mértékben visszautasították az ajánlatot. Fülöp támogatása így már nem sokat ért.

## Uralkodása
Mária halála után a Whitehall házai, vagyis a Parlament alsó háza és a Lordok Háza kikiáltották Erzsébetet az új királynőnek.

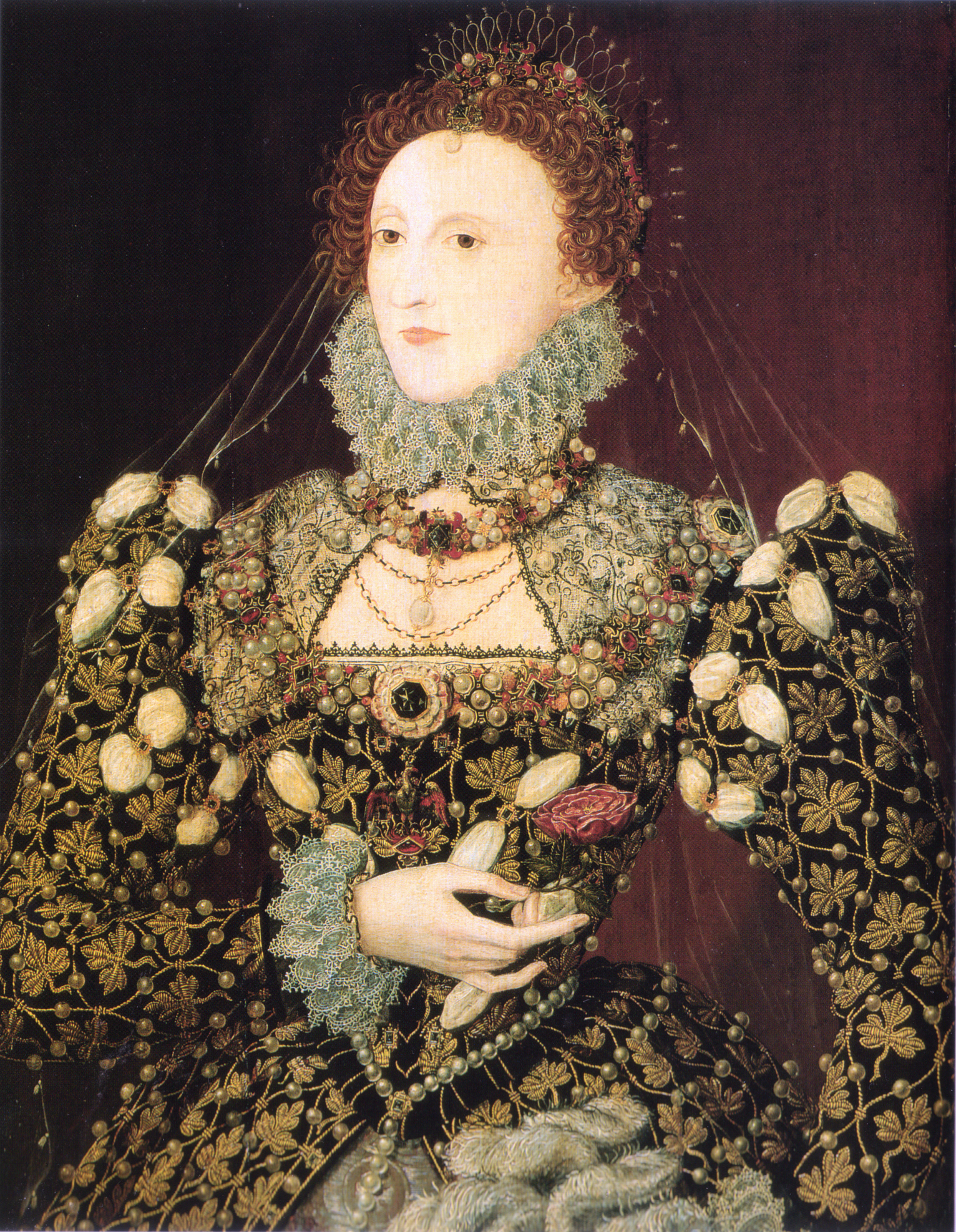
Nicholas Hilliard festménye a királynőről (1575)

A koronázásra 1559. január 15-ét vélték a legmegfelelőbb időpontnak. Az előző napon Erzsébet ünnepélyesen átvonult London városán. Az út során kiderült, hogy, milyen jól tud kommunikálni alattvalóival. A koronázás a Liber Regalis alapján történt, amely minden egyes mozzanatot pontosan előírt. A püspöki szék tagjai sorban visszautasították a felkérést, s végül a kar egyik legfiatalabb tagja, Oglethorpe végezte el a szertartást. A fejetlenség oka Canterbury érsekének, Reginald Pole-nak 1558. november 19-én bekövetkezett halála volt. (Pole utódját Erzsébet csak egy évvel később, 1559 decemberében nevezte ki, Matthew Parker személyében, aki Erzsébet kivégzett édesanyjának, Boleyn Annának feltétlen híve és káplánja volt).
Erzsébet trónra lépésekor a gazdaság igencsak gyenge volt, hajóhadak híján nehézkes lett volna akármilyen tengeri csata, Spanyolország fenyegető fellépése és Calais elvesztése igencsak nagy nehézségeket okozott a királynőnek. A vallási megosztottság még mindig megoldatlan volt, és az ebből következő ellentétek folyamatosan áldozatokat követeltek. Erzsébet megpróbálta kibékíteni a két félt, türelmes politikájával, kompromisszumos megoldásokkal 1559-ben az angol egyház kormányzója lett, apja Egyházfőségi rendeletéből adódóan. Megkapta a kormányzói címet, így képes volt elkezdeni a fokozatos reformálást. A papság továbbra is fölesküdött a királynőre, különben tisztségüket veszítették volna. Az általa bevezetett vallás a katolikus szertartások és a protestáns alaptételek tökéletes keveréke volt, s a parlament eltörölte a pápaság angliai jogait a parancsára. A gazdag városi polgárság támogatta Erzsébetet, ami védelmet jelentett számára az őt ellenző főpapokkal szemben.
Skóciában a lakosok a kálvinista irányzatot tették meg államvallásnak 1560-ban. Stuart Mária, a skótok katolikus vallású királynője súlyos helyzetbe került: a skót nemesek börtönbe vetették, de sikerült megszöknie és Erzsébethez menekült. Az angol uralkodó nehéz döntés elé került, hiszen a katolikus Mária az angol trón várományosa is volt. Az angol parlament követelte a skót királynő mielőbbi kivégzését, és ehhez a megfelelő ürügyet maga Erzsébet szolgáltatta, amikor hamis levelekkel megtévesztve összeesküvésre bírta rá rabját. Korábban orgyilkosokkal akarta halálba segíteni, de írásos parancs nélkül senki sem mert kezet emelni Máriára. Az 'összeesküvés' leleplezése jó ürügyet szolgáltatott arra, hogy a parlament 1586-ban halálra ítélje. Kivégzését 1587. február 8-án hajtották végre Fortheringay várában.
A katolikus Spanyolországgal megromlott a viszony. 1569-ben az északon élő katolikusok fellázadtak; s ennek támogatására 1570-ben V. Pius pápa kiátkozta Erzsébetet a Regnans in Excelsis kezdetű bullával. A királynő támogatta a Föld körüli utakat; viszonya a kalózokkal igen jó volt. Vezetőjük Francis Drake és John Hawkins admirális volt. Kifosztották a portugál és spanyol hajókat, hogy kincseket szerezzenek a királynő jóváhagyásával. Ennek egy részét befizették a királyi kincstárba. 1584-ben Walter Ralegh Anglia első észak-amerikai gyarmatát a szűz királynőről nevezték el Virginiának.
1588-ban a spanyol és portugál birodalom (a két ország ekkor perszonálunióban állt) hajóhadat, az ún. Nagy Armadát küldte Anglia ellen, de az angol flottának – az időjárás segítségével – sikerült visszavernie az inváziót. Anglia nagyhatalommá vált. A portugáloktól elvették a négerkereskedelem monopóliumát is. 1600. december 31-én a királynő szabadalomlevelet adott a Brit Kelet-indiai Társaság részére, mely felhatalmazta a társaság tagjait a kizsákmányolásra és gyarmatosításra. Egyre jelentősebb lett a tengeri kereskedelem. A kereskedelmi vámok a bevételi forrás fontos részét képezték.

## Magánélete
Miután Fülöp nem tudta belekényszeríteni a házasságba, és Seymour meghalt, mielőtt megkérhette volna kezét, kérő nélkül kezdett el uralkodni. A következő kérője a nála huszonkét évvel fiatalabb Ferenc alençoni herceg volt, II. Henrik és Medici Katalin legfiatalabb gyermeke. A királynő már negyvenes éveiben járt. Visszalépett ezen házasságtól is, hogy ne teremtsen viszályt. A politikai megfontolásokból tett házassági ajánlatokat mindig elutasította. Egyesek szerint Robert Dudleytól született egy fia, Arthur Dudley, aki néha felbukkant az udvarban. Bár Erzsébet elvárta, hogy „szűz királynőként” emlegessék, az uralkodónak voltak kegyencei és szeretői. Legnagyobb szerelme, az igazi, Robert Dudley volt, Leicester grófja.
Robin Maxwell így foglalja össze Erzsébet állítólagos fattyú fiáról írott regénye zárszavában az érveket a királynő lehetséges terhességeiről: „Vitathatatlan tény, hogy a 16. század végén élt egy férfi, aki azt állította, hogy ő Erzsébet és Leicester fia, és magát Arthur Dudleynek nevezte. Azt csak találgatni lehet, hogy valóban az volt-e, akinek magát kiadta. A reneszánsz korszak nagy, megoldatlan rejtélyeinek egyike ez. Számos utalást lehet találni Erzsébet királynőnek főlovászától, Robin Dudleytól, azaz Leicester grófjától uralkodásának első éveiben született törvénytelen gyermekére. Ebben az időszakban a királynő Dudleyval folytatott szerelmi viszonya teljesen köztudott volt. Mindezek ellenére Arthur Dudley nevét alig említik a források. Manapság a következőképpen magyarázzák, miként tudta Erzsébet eltitkolni terhességét: minden nyáron körútra indult, amely akár öt hónapig is eltarthatott, így »eltűnhetett« a terhesség utolsó hónapjaira és a gyermekágyi időszakra. Ebben segítettek még a hasonmások, a tettetett betegségek és külön erre a célra tervezett ruhák. Az ilyen mendemonda persze cselédektől hallott alaptalan pletyka is lehet, [...] a legtöbb szerző osztja azt a hipotézist, amely magától Erzsébettől származik, miszerint a Szűz Királynő valóban szűz volt, a szó legszorosabb értelmében. Ha ez igaz, akkor nyilvánvaló, hogy bárki, aki azt állítja magáról, hogy az ő leszármazottja, szükségszerűen csakis szélhámos lehet. Újabban azonban számos Tudor-kori életrajzíró vizsgálja annak lehetőségét, hogy az Erzsébet és Dudley közötti viszony mégiscsak testi szerelem lehetett. [...] Az is tény, hogy a királynő uralkodásának első évében, amikor főtanácsadója, William Cecil távol volt az udvartól, és Skóciában tárgyalt az edinburgh-i egyezményről, Erzsébet és Dudley hetekre bezárkóztak. Viselkedésük olyan felháborító volt, hogy amikor Cecil visszatért, komolyan megdorgálta a királynőt.”
Idősebb korában ismét akadt egy férfi, Robert Devereux, Essex 2. grófja (1565–1601), de az admirálist egy állítólagos összeesküvés miatt kivégeztette. Sosem ment férjhez, ám tekintélye ettől még nagyobb lett, és a tény, hogy egy nő egymaga képes arra, hogy egy egész országot irányítson, örökre belevéste magát az utókor emlékezetébe.

## Utolsó évei
A spanyol Armada legyőzése (1588) után új kihívásokkal kellett szembesülnie. Az adóterhek nőttek, a termés több egymást követő évben is rossz volt, és a háborúk is sok költséggel jártak. A katolikusok elnyomása fokozódott, de igyekeztek elhallgattatni a hivatalos anglikán állásponttól eltérő radikális protestáns véleményeket is. Ugyanakkor viszont az angol irodalom és színházi élet szárnyalni kezdett.

Idősebb korában Erzsébetet a művészek már nem annyira realisztikusan, sokkal inkább idealizáltan festették meg. Miután 1562-ben himlős lett, arcát hegek csúfították el, a haja is megritkult, amit parókával leplezett. Édességek iránti vágya és a fogorvosoktól való félelme ahhoz vezetett, hogy fogai tönkrementek és kihullottak, emiatt a külföldi diplomaták nehezen értették a beszédét. Bizalmas tanácsadójának, William Cecilnek a halála (1598) után annak fiát, Robertet, Salisbury grófját  tette meg utódjául, akinek feladatául szabta a trónöröklés zökkenőmentes biztosítását Erzsébet halála esetére. Cecil fel is vette a kapcsolatot VI. Jakab skót királlyal, az angol trón jog szerinti legközelebbi örökösével. Segített közte és Erzsébet között normalizálni a kapcsolatot, mely továbbra is hűvös maradt ugyan, de békés.

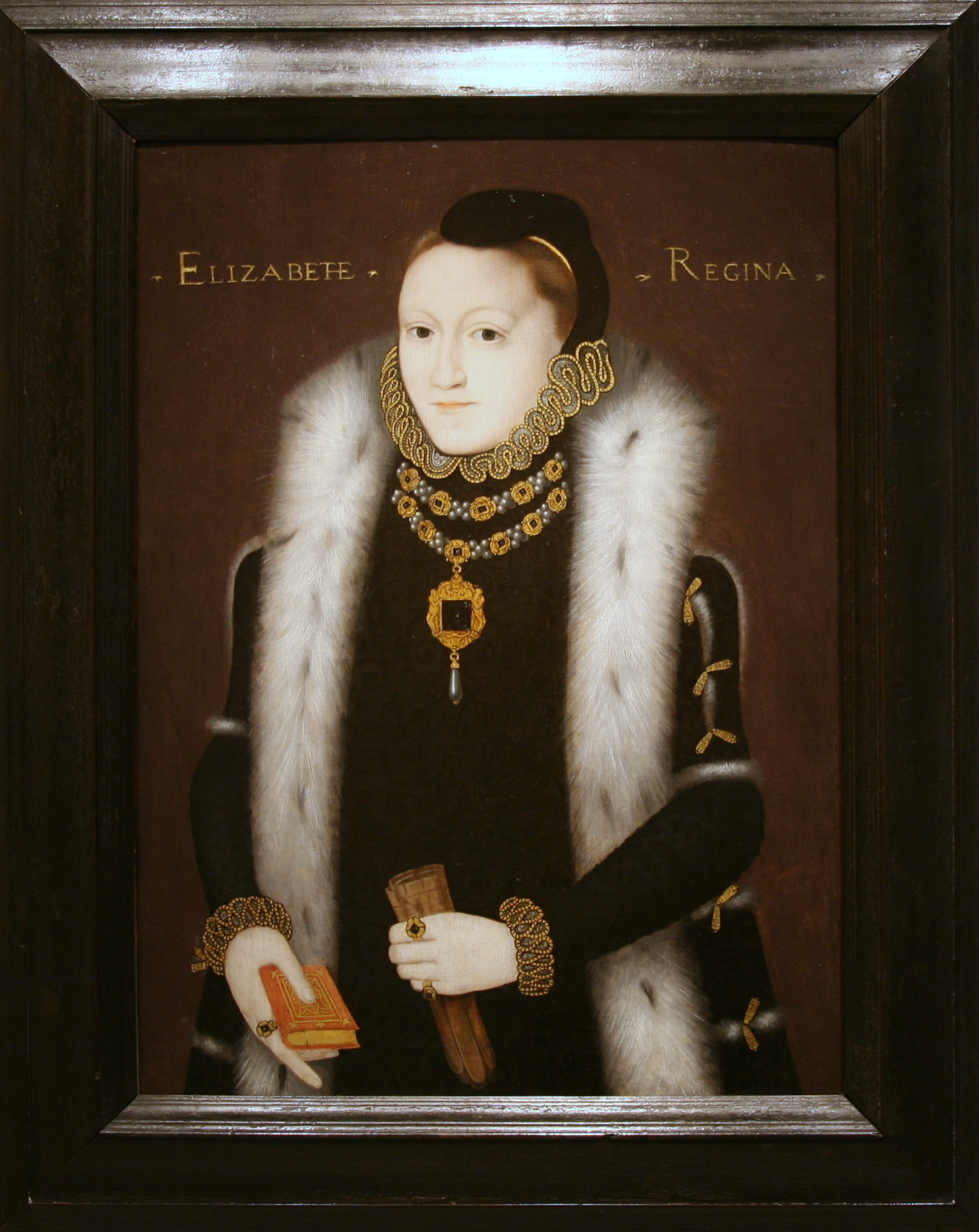
Ismeretlen művész festménye a királynőről (1558-60)

1602-ben Erzsébetnek több közeli barátja is meghalt, ami mély depresszióba taszította a királynőt. 1603 márciusában beteg lett, és életének utolsó napjait mozdulatlanul ülve töltötte a székében. 45 évig volt Anglia királynője. 1603. március 24-én halt meg. Síremléke a westminsteri apátságban van, közösen féltestvérével, Máriával. Anglia trónját I. Jakab néven a kivégzett Stuart Mária fia, VII. Henrik angol király ükunokája örökölte.

## Öltözködése
Az 1590-es években leltározták Erzsébet királynő ruháit. A több mint 3000 ruhadarab között volt:
- 102 „francia köntös”
- 100 bő köntös
- 67 kerek köntös
- 99 palást
- 127 köpeny
- 85 doublet (zeke)
- 125 alsószoknya
- 126 ingruha
- 56 szoknya
- 136 merev mell-lap.

Rettegett Iván egy ízben, házassági terveket dédelgetve, a következő ajándékokat küldte az angol uralkodónak: 2 ezüstruhát, 4 aranyruhát, 2 fehér hermelinköpenyt, 6 hiúz- és 160 cobolyprémet.
Csak az 1599-es évben 700 fontot költött a kincstár „őfelsége finom lenvásznaira”. Évente kb. 10 000 fontot adott ki ruházkodásra. A kincstár kancellárja úgy tájékoztatta a parlament alsóházát, hogy „őfelsége ruházata királyi és uralkodóhoz illő, társadalmi állásának megfelelő, nem túl drága és nem is hivalkodó”.
A koronázás után a királynő kapott néhány selyemharisnyát, ami akkor újdonságnak számított. Az uralkodónak a viselet nagyon megtetszett. Egy pár selyemharisnya két fontba került, ami megfelelt egy kisebb parasztgazdaság éves haszonbérletének. Minden hét végén a királynő használt harisnyáit odaadták egy udvarhölgynek.

## Alakja a művészetben
A királynő meghatározó szereppel bírt a reneszánsz kori Anglia divatjában, amit a spanyol divat határozott meg. Erzsébet köztudottan magas és karcsú volt. Jellegzetes fűzőt viselt, amely leszorította derekát, és az alján lévő elefántcsont függelékek kihangsúlyozták csípőjét. Arcát hófehérre festette, hogy egykori himlőjének nyomait az arcán elfedhesse. Woodstocki fogsága alatt verseket és szonetteket írt unaloműzés céljából.
A költőket, muzsikusokat megihlette személyisége, s az újonnan megalakult színházakban is mintáztak róla szerepeket. A legmonumentálisabb mű, amelyet életében róla mintáztak Edmund Spenser A tündérkirálynő című eposza.

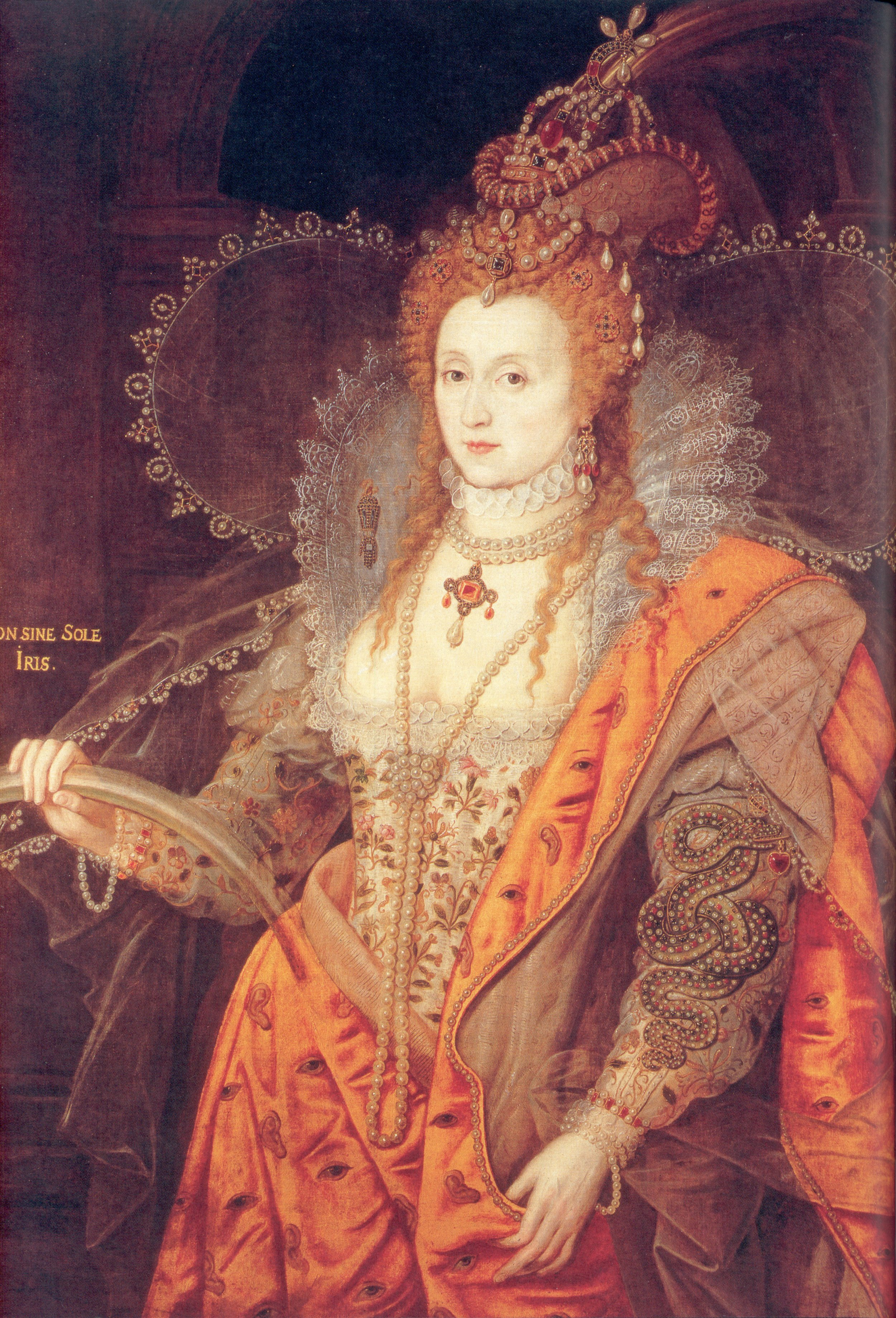
Erzsébet szivárványos portréja

Erzsébetről több színes portré maradt fenn, Ezek közül a legjelentősebbek:
- I. Erzsébet szitás portréja, 1583 körül
- I. Erzsébet Armada-portréja, 1588
- I. Erzsébet Ditchley-portréja, 1592
- I. Erzsébet szivárványos portréja. 1603 körül.

Az uralkodása idején róla készített portrék egy része a katolikus egyháztól való elszakadás igényét is kifejezték, amikor Erzsébet alakját a ruha olyan szimbólumaival, mint az igazgyöngy, Szűz Máriához hasonlították, ezzel is sugallva, hogy a Szent Szűz kultusza helyébe a szűz királynő kultusza lépett.